# Нижняя Тюгальбуга
Нижняя Тюгальбуга — посёлок в Новомалыклинском районе Ульяновской области. Входит в состав Новомалыклинского сельского поселения.

## География
Посёлок находится на расстоянии 15 км (по прямой) к востоку от села Новая Малыкла, административного центра района.

## История
Посёлок основан в 1921 году. В 1990-е годы работала ферма СПК «Берлек».

## Население
| 2010 |
| ---- |
| 4    |

### Национальный состав
Согласно результатам переписи 2002 года, в национальной структуре населения русские составляли 100 % из 11 чел.